# Batalha de Hamburger Hill
A Batalha da Colina do Hambúrguer (como foi chamada pelos americanos) foi um confronto militar travado durante a Guerra do Vietnã entre forças dos Estados Unidos, apoiados por seus aliados sul vietnamitas, e as tropas comunistas (Vietnã do Norte e Viet Congs) entre 10 e 20 de maio de 1969 (como parte da Operação Apache Snow).
Apesar da Colina 937, na zona rural da província de Thua Thien-Hue, ter pouco valor estratégico e estar fortemente defendida, o alto-comando militar dos Estados Unidos ordenou um maciço ataque frontal para conquistar a região. Por diversos dias, unidades de infantaria americanas se lançaram contra as posições vietnamitas, avançando pouco. A batalha se tornou particularmente violenta, com intensos tiroteios e confrontos entre duas tropas obstinadas. Para tentar quebrar o impasse, os americanos lançaram múltiplos ataques aéreos por meio de aviões e helicópteros, ao mesmo tempo que reforçou suas linhas com unidades de paraquedistas. Os comunistas Viet Congs, bem entrincheirados, resistiram bravamente mas tiveram que ceder, porém no processo infligiram pesadas baixas nos americanos e sul vietnamitas. Além do combate violento, também havia o tempo ruim, lama e temperaturas ruins. A luta só se encerrou depois de dez dias de combates, com os vietnamitas perdendo centenas de homens.
Apesar de ter sido uma vitória incontestável para os americanos, a batalha foi controversa. Alguns dias após terem conquistado seus objetivos, o exército dos Estados Unidos se retirou da colina. Os comunistas então vieram e reocuparam suas velhas posições. O alto custo do combate e o pouco valor estratégico gerou indignação por parte da população americana e se tornou um símbolo do conflito: violentos embates, muita gente morta e pouca coisa conquistada.